# آلمانی‌های ولگا

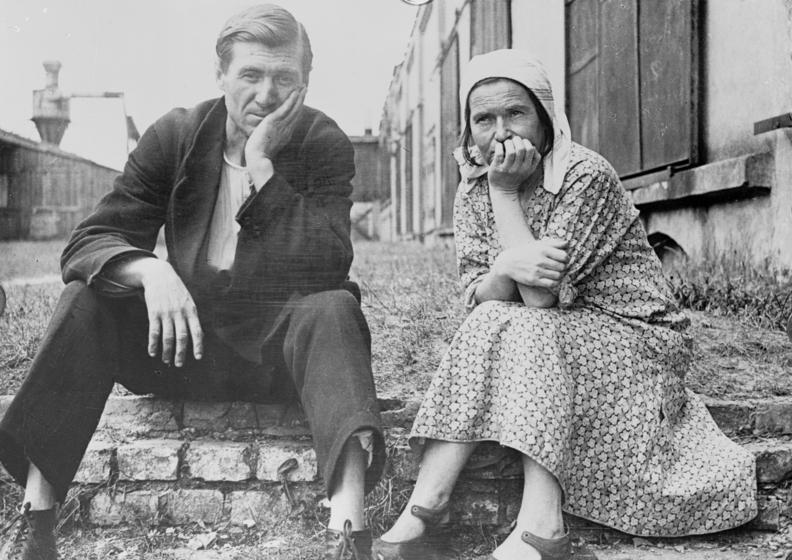
آلمانی‌های ولگا در یک کمپ پناهندگان در آلمان در سال ۱۹۲۰

آلمانی‌های ولگا آلمانی تبارانی بودند که در طول رود ولگا و ناحیه جنوب روسیه اروپایی حول و حوش ساراتوف به سمت جنوب زندگی می‌کرده‌اند. این مردمان در قرن هجدهم تشویق به مهاجرت به روسیه تزاری شدند و به آنها اجازه داده شد تا زبان، فرهنگ و مذهب خود را حفظ کنند. اولین هسته‌های آلمانی‌های ولگا در سال ۱۷۶۳ ال ۱۷۷۲ شکل گرفت یعنی زمانی که به دعوت کاترین کبیر ۳۰٬۶۲۳ مهاجر آلمانی از مرکز آلمان فعلی ۱۰۶ دهکده در نواحی غیر مسکون استپ‌های روسیه بنیان‌نهادند. در قرن نوزدهم و اوایل قرن بیستم بسیاری از آلمانی‌های ولگا به غرب میانی آمریکا، کانادا، برزیل، آرژانتین، پاراگوئه و اروگوئه مهاجرت کردند. با ظهور نازی‌ها در آلمان، آدولف هیتلر نسبت به سرزمین‌هایی که آلمانی‌ها در آن سکونت دارند اظهار علاقه نمود. در زمان حمله آلمان به شوروی، آلمانهای ولگا به ظن امکان همکاری با نازی از زیستگاه بومی خود به کمپ‌های اجباری شوروی معروف به گولاک کوچانده شدند و بسیار در طی این کوچ اجباری درگذشتند. بعد از پایان جنگ بخشی از آلمانی‌تبارها به غرب رانده شدند و در دهه هشتاد میلادی بسیاری از آلمانی‌های باقی‌مانده در شوروی به جمهوری فدرال آلمان نقل مکان کردند.